# کن داویتیان
کن داویتیان (Kenneth "Ken" Davitian) بازیگر آمریکایی ارمنی‌تبار است که بیشتر به خاطر بازی در فیلم بورات: یادگیری‌های فرهنگی آمریکا برای انجام منفعت ملت پرشکوه قزاقستان شناخته شده‌است. وی همچنین در فیلم ملاقات با اسپارتی‌ها در نقش خشایارشا بازی کرده‌است.
کنث داویتیان در خانواده‌ای آمریکایی-ارمنی در شرق لس آنجلس زاده شد. پدرش در هنگام جنگ جهانی دوم برای ارتش سرخ روسیه خدمت می‌کرد و به دست آلمانی‌ها اسیر شد، در نهایت وی به همراه جمعیت عظیمی از ارمنیان مهاجر در شهر لس آنجلس سکنی گزید.
بت دوران نوجوانی اش برت رینولدز بود که تأثیر عمیقی بر وی گذاشت و باعث شد که وی در سال‌های بعد بازیگری را برگزیند.
داویتیان در سال ۲۰۰۳ رستورانی به نام «دیپ» را در شهر لس آنجلس برپا کرد که تا امروز میزبان مهمان های زیادی از سراسر آمریکا و حتی جهان به آنجا میروند .

## گزیده فیلمشناسی
- می (فیلم) (۲۰۰۲)
- سوات (فیلم) (۲۰۰۳)
- سوات (فیلم) (۲۰۰۳)
- یک مرد تنها (فیلم) (۲۰۰۳)
- بورات (فیلم) (۲۰۰۶)
- بوستون لیگال (۲۰۰۶)
- ملاقات با اسپارتی‌ها (۲۰۰۸)
- خیابان تنهایی (۲۰۰۸)
- اسمارت را بگیر (فیلم) (۲۰۰۸)
- مردان سول (۲۰۰۸)
- چاک (مجموعه تلویزیونی) (۲۰۰۹)
- فراموش‌نشده(۲۰۰۹)
- اجازه دهید بازی شروع شود (۲۰۱۰)
- آرتیست (۲۰۱۱)
- فیلادلفیا همیشه آفتابی است (۲۰۱۳)
- دو مرد و نصفی (۲۰۱۴)
- گام شرمسارانه (۲۰۱۴)
- روزی روزگاری در ونیز (۲۰۱۶)
- لیست جیبی (۲۰۱۶)